# Justin Welby
Justin Portal Welby (* 6. ledna 1956 Londýn) je biskup anglikánské církve, který v dubnu 2013 nahradil Rowana Williamse ve funkci canterburského arcibiskupa. Na svou funkci rezignoval 6. ledna 2025 v den svých devětašedesátých narozenin, v platnost vešla o půlnoci 7. ledna 2025. Úmysl rezignovat oznámil 18. prosince 2024 na zasedání King-in-Council.
Justin Welby studoval Eton College a následně získal v roce 1978 titul bakaláře v oboru dějin a práva na Trinity College v Cambridge. Jedenáct let pracoval v ropném průmyslu. V roce 1989 se rozhodl odejít a nastoupit na dráhu kněze.

## Rodina
Od roku 1979 je ženatý s Caroline Eatonovou. Narodilo se jim šest dětí, ale dcera Johanna zemřela už v sedmi měsících při autonehodě.

## Postoje
Welby, stejně jako jeho předchůdce Williams, je zastáncem biskupského svěcení žen. Na generálním synodu anglikánské církve v listopadu 2012, který o zavedení této možnosti rozhodoval, se mu jeho názor ještě nepodařilo prosadit. K průlomovému rozhodnutí a změně postoje anglikánské církve došlo na generálním synodu v červenci 2014. Historicky první ženou, která se stala biskupkou anglikánské církve v Anglii, je Libby Laneová. Do funkce byla jmenována v prosinci 2014.
Ve dnech 1. až 3. prosince 2022 navštívil Ukrajinu a od první světové války je tak prvním nejvýše postaveným duchovním anglikánské církve, který navštívil válečnou oblast.